# Oreovac, Bela Palanka
Oreovac (izvirno srbsko Ореовац) je naselje v Srbiji, ki upravno spada pod Občino Bela Palanka; slednja pa je del Pirotskega upravnega okraja.

## Demografija
V naselju živi 51 polnoletnih prebivalcev, pri čemer je njihova povprečna starost 59,8 let (58,1 pri moških in 62,1 pri ženskah). Naselje ima 28 gospodinjstev, pri čemer je povprečno število članov na gospodinjstvo 1,93.
To naselje je, glede na rezultate popisa iz leta 2002, večinoma srbsko.
|  |

| Demografija | Demografija     | Demografija     |
| Leto        | Št. prebivalcev | Št. prebivalcev |
| ----------- | --------------- | --------------- |
|             |                 |                 |
|             |                 |                 |
|             |                 |                 |
|             |                 |                 |
| 1948        | 438             |                 |
| 1953        | 408             |                 |
| 1961        | 298             |                 |
| 1971        | 223             |                 |
| 1981        | 146             |                 |
| 1991        | 102             | 102             |
| 2002        | 54              | 54              |
|             |                 |                 |

| Etnična sestava po popisu iz leta 2002 | Etnična sestava po popisu iz leta 2002 | Etnična sestava po popisu iz leta 2002 | Etnična sestava po popisu iz leta 2002 | Etnična sestava po popisu iz leta 2002 |
| -------------------------------------- | -------------------------------------- | -------------------------------------- | -------------------------------------- | -------------------------------------- |
| Srbi                                   | Srbi                                   |                                        | 52                                     | 96,29%                                 |
| Neznano                                | Neznano                                |                                        | 2                                      | 3,70%                                  |